# Sponsor emmerezi
Sponsor emmerezi es una especie de escarabajo del género Sponsor, familia Buprestidae. Fue descrita científicamente por Lesne en 1918.

## Distribución
Habita en la región afrotropical.